# Mandzsúriai rénszarvas
A mandzsúriai rénszarvas (Rangifer tarandus phylarchus) az emlősök (Mammalia) osztályának párosujjú patások (Artiodactyla) rendjébe, ezen belül a szarvasfélék (Cervidae) családjába tartozó rénszarvas (Rangifer tarandus) egyik eurázsiai alfaja.

## Előfordulása
A mandzsúriai rénszarvas egyike az Oroszországban is előforduló alfajoknak. Amint neve is mutatja, ez a szarvas Mandzsúria területén is megtalálható. Továbbá az Amur-vidéken, az Usszuri-földön, Kamcsatkán és a Szahalin szigeten is fellelhető. Kamcsatkán korábban legfeljebb 15 000 példánya létezett, ámbár ez a szám csökkenőben van, mivel versengenie kell a háziasított rénszarvasokkal, és a vadászata nincs törvényileg szabályozva.